# Beta Draconis
Beta Draconis (Rastaban, Rastaben, Alwaid, Asuia, 23 Draconis) é uma estrela na direção da Draco. Possui uma ascensão reta de 17h 30m 25.98s e uma declinação de +52° 18′ 04.6″. Sua magnitude aparente é igual a 2.79. Considerando sua distância de 361 anos-luz em relação à Terra, sua magnitude absoluta é igual a − 2.46 Pertence à classe espectral G2II.